# Widdringtonia
Genre
Les Widdringtonia ou cyprès africains sont des arbres du genre des conifères, de la famille des Cupressaceae (famille des cyprès). Il en existe quatre espèces, toutes indigènes à l'Afrique méridionale où ils sont connus en tant que "cèdres" (avec lesquels ils n'ont d'autre lien que le nom). Deux d'entre eux sont sur la liste rouge de l'UICN en tant qu'espèces menacées de disparition.

## Description
Ce sont selon l'espèce de grands arbustes ou des arbres, atteignant 5 à 20 m de hauteur et jusqu'à 40 à 50 m pour le W. whytei. Les feuilles sont sempervirentes et écailleuses, excepté sur les jeunes individus qui ont les feuilles en aiguille de 1 à 1,5 cm de longueur.
Les feuilles des spécimens adultes sont arrangées en paires opposées croisées, sur quatre rangées le long des branches ; celles des individus juvéniles sont arrangées en spirale. 
Les cônes mâles sont petits, de 3 à 6 millimètres de long, et sont situés aux extrémités des branches. 
Les cônes femelles sont également petits au début de leur maturation. Ils mûrissent en 18 à 20 mois, atteignant alors 2 à 3 cm à la fois en long et en largeur ; ils sont de forme globulaire ou ovoïde, avec quatre écailles ligneuses, épaisses, arrangées en paires opposées. Pour W. cedarbergensis, W. nodiflora et W. schwarzii, les cônes restent fermés sur les arbres pendant de nombreuses années, s'ouvrant seulement après être passés dans le feu ; ils relâchent alors leurs graines qui se développent sur la terre brûlée nouvellement dégagée. Pour W. whytei les cônes s'ouvrent peu après maturité et rejettent alors leurs graines sans nécessiter un passage dans le feu ; cette espèce est plus sensible au feu et se développe seulement dans des environnements plus humides et où il est mieux protégé contre le feu. 

Le Widdringtonia le mieux adapté aux feux est W. nodiflora, qui a la capacité de se régénérer par ses racines aussi bien que par ses graines.

## Taxinomie
Le nom du genre Widdringtonia a été donné par le botaniste autrichien Stephan Endlicher pour honorer Samuel Edward Cook (en), dit Widdrington (1787-1856), un collège expert sur les forêts espagnoles de conifères.
En 1842  Widdrington publiait le dernier d'une série de trois articles sur les espèces Pinus et Abies, alors que dans ce temps Endlicher cherchait un nom pour le genre ; en effet deux noms par lui proposés précédemment avaient été officiellement adoptés pour deux autres espèces. Endlicher n'a pas manqué d'humour en proposant le nom de Widdrington, qui venait juste de changer son nom lui-même (passant de Cook, nom sous lequel il avait fait publier ses deux premiers articles en 1839, à celui de Widdrington en 1840)
.
La taxinomie de cette sous-famille est parfois complexe, tant ces arbres ont reçu de noms différents au cours du temps et des modes locales.

## Liste des espèces et leurs différences
L'une des espèces, le cyprès de montagne, est répandue en Afrique australe. Les trois autres espèces, également en Afrique australe, ont des zones de répartition beaucoup plus limitées ; on les trouve souvent proches de spécimens de cyprès de montagne. 
- Widdringtonia cedarbergensis J. A. Marsh (Bothalia 9:125. 1966)[2], Cyprès de Clanwilliam. Arbre endémique des montagnes de Cedarberg (nord-est de la ville du Cap), province du Cap-Oriental en Afrique du Sud. Présent sur la Liste rouge de l'UICN en tant qu'espèce menacée de disparition. Cônes femelles ouverts : de  2 à 2,5 cm ; bord d'écaille verruqueux. Hauteur maximale 20 m, taille moyenne des individus adultes restants : 7 m[1].

- Widdringtonia nodiflora (L.) Powrie (J. S. African Bot. 38:303. 1972)[2], Cyprès de montagne. Répandu, du sud du Malawi à la province du Cap-Oriental en Afrique du Sud. Cônes femelles ouverts : de 1,5 à 2 cm ; bord d'écaille lisse. Hauteur maximale 9 m, taille moyenne des individus adultes restants : 3 à 6 m. Forme typique : troncs multiples[1].

- Widdringtonia schwarzii (Marloth) Mast. (J. Linn. Soc., Bot. 37:269. 1905)[2], Cyprès de Willowmore. Arbre endémique des montagnes de Baviaanskloof et de Kouga (à l'ouest de Port Elizabeth), province du Cap-Oriental, Afrique du Sud. Cônes femelles ouverts : de 1,5 à 2 cm ; bord d'écaille verruqueux. Hauteur maximale 35[1] à 40 m, taille moyenne des individus adultes restants : 20 à 25 m[3]. Forme typique : tronc unique[1].

- Widdringtonia whytei Rendle (Trans. Linn. Soc. London, Bot. ser. 2, 4:60. 1894)[2], Cyprès de Mulanje. Arbre endémique du Massif de Mulanje, Malawi. Présent sur la liste rouge de l'UICN en tant qu'espèce menacée de disparition[4]. Cônes femelles ouverts : de  0,8 à 1,5 cm ; bord d'écaille lisse. Hauteur maximale 42 m[1] et jusqu'à 50 m, taille moyenne des individus adultes restants : 27 m (21 to 43 m)[5]. Forme typique : tronc généralement droit, dépourvu de branches sur une hauteur qui peut atteindre 20 m pour les grands individus[6].

Les parents les plus proches de Widdringtonia sont les Callitris et les Actinostrobus d'Australie, qui diffèrent par leurs cônes et feuilles disposés en groupes de trois au lieu d'être disposés en paires opposées.

## Utilisation
Le bois est léger, doux et aromatique. Il peut être facilement fendu et résiste à la pourriture. Il est employé pour faire des meubles, des panneaux d'intérieur et d'extérieur, et des poteaux de clôture. Le bois de W. whytei était particulièrement prisé pour ses grandes dimensions, mais cette espèce est maintenant en danger de disparition, classée comme telle dans la liste rouge de l'UICN, et aucun permis d'abattage ou de mutilation n'est attribué hormis pour l'entretien des individus et les morts.